# اسلام‌آباد (مراوه‌تپه)
اسلام‌آباد پایین روستایی در دهستان گلی داغ بخش گلی داغ شهرستان مراوه‌تپه استان گلستان ایران است.

## جمعیت
بر پایه سرشماری عمومی نفوس و مسکن در سال ۱۳۹۵ جمعیت این مکان ۹۵۶ نفر (۲۸۴ خانوار) بوده‌است.